# Audencia
A Audencia é uma escola de comércio europeia com campus em Nantes. Fundada em 1900, é uma das mais antigas escolas de comércio do mundo.

## Descrição
A Audencia possui tripla acreditação; AMBA, EQUIS e AACSB. A escola possui cerca de 15.000 ex-alunos em 80 países, representando mais de 150 nacionalidades. Entre seus ex-alunos estão Fabien Vehlmann (escritor francês de banda desenhada).

## Programas
A Audencia possui mestrado em Administração e várias outras áreas, tais como Marketing, Finanças, Mídia e Recursos Humanos. Possui também um MBA Executivo e um MEB, o qual se assemelha a um MBA em tempo pleno. A escola é o parceiro École nationale de l'aviation civile por um duplo grau de engenharia / gerente.

## Rankings
Em 2015, o mesmo programa alcançou a 24 posição.